# Bačko Petrovo Selo
Bačko Petrovo Selo (húngaro: Péterréve; serbocroata cirílico: Бачко Петрово Село) es un pueblo de Serbia perteneciente al municipio de Bečej en el distrito de Bačka del Sur de la provincia autónoma de Voivodina.
En 2011 tenía 6350 habitantes. Más de dos tercios de los habitantes son étnicamente magiares y un quinto son étnicamente serbios.
Se conoce la existencia del pueblo en documentos desde 1092, cuando se menciona como una aldea del reino de Hungría cuya existencia se conocía desde antes de la fundación del reino a principios del siglo XI. En el siglo XV pasó a formar parte de las tierras del noble serbio Đurađ Branković. Tras la invasión otomana del siglo XVI, fue un lugar de paso importante, aunque poco poblado, en la nahiya de Segedin. Tras la reconquista por parte del Imperio Habsburgo, en los primeros años del siglo XVIII se integró en la Vojna Krajina, y en las décadas posteriores se repobló el asentamiento con magiares, entre los cuales se encontraba la familia noble Cseszneky, que desarrolló el pueblo como puerto fluvial para embarcar el ganado de sus fincas.
Se ubica junto a la orilla occidental del río Tisza, a medio camino entre Bečej y Ada sobre la carretera 102.